# Godthåbhallen
Godthåbhallen er et håndboldstadion i Nuuk, Grønland. Det er hjemsted for Grønlands håndboldlandshold. Stadionet har 1.000 pladser.
Lige udenfor hallen ligger en offentligt tilgængelig ishockey- og rinkbandybane.
Nuuk Stadion ligger ca 350 m nordvest for hallen